# سیارک ۱۱۰۱۳
سیارک ۱۱۰۱۳ (به انگلیسی: 11013 Kullander، نامگذاری:1982QP1) یازده هزار و سیزدهمین سیارک کشف شده‌است که در ۱۶ اوت ۱۹۸۲ کشف شد.
قدر مطلق سیارک برابر ۱۷.۰ است.